# La inversión Zygon
La inversión Zygon (The Zygon Inversion) es el título del octavo episodio de la novena temporada moderna de la serie británica de ciencia ficción Doctor Who, emitido el 7 de noviembre de 2015. Es la segunda parte de una historia en dos episodios que comenzó con La invasión Zygon.

## Argumento
Bonnie es la líder de los rebeldes Zygon que quiere iniciar una guerra contra los humanos. Ha asumido la forma de Clara e intenta matar al Duodécimo Doctor lanzando un misil contra el avión en el que viaja. Sin embargo, Clara aún tiene control parcial sobre sí misma y evita que acierte al avión a la primera, dándole al Doctor tiempo suficiente para escapar con Osgood en un paracaídas. Después comienza una carrera en la que Bonnie intenta extorsionar a Clara para que le revele la localización de la "caja Osgood", un dispositivo que podría desenmascarar a todos los Zygons y obligarles a luchar, incluyendo a aquellos que solo quieren vivir en paz. Pero si se equivoca de botón, lo que saldrá de la caja será un gas Zygon que creó para UNIT Harry Sullivan hace años que mataría a todos los Zygons. Una vez más, como en el pasado, será el Doctor el que tendrá que intentar convencer a humanos y Zygons para que no se produzca un genocidio.

### Continuidad
El Doctor menciona a su antiguo acompañante Harry Sullivan y el gas que desarrolló en el serial Terror of the Zygons (1976). También le menciona como "el imbécil", una referencia al insulto que le profirió en Revenge of the Cybermen (1975) cuando provocó una avalancha y después intentó quitarle una bomba al Cuarto Doctor sin desactivar antes su dispositivo trampa.

## Emisión y recepción
El episodio tuvo una audiencia nocturna de 4,22 millones de espectadores en Reino Unido, un 20,4% de cuota.

### Recepción de la crítica
El episodio recibió bastantes críticas positivas, en las que muchos destacaron las interpretaciones de Capaldi y Coleman. En Rotten Tomatoes, el episodio tuvo un 94% de críticas positivas y una puntuación de 8 sobre 10, con el consenso de la crítica diciendo: "Aunque The Zygon Inversion no es la conclusión más irresistible a una historia de Doctor Who en dos partes, permite una interpretación emocionante de Capaldi a la vez que da una pista para el destino de Clara en los episodios que están por venir".
Steven Cooper de Slant Magazine lo calificó como el mejor episodio de la temporada hasta entonces y dijo que fue "una conclusión potente a la historia preparada la semana pasada". Mark Rozeman de Paste Magazine alabó la transformación de "un guion estándar de invasión alienígena" en "un tratado sobre la guerra y su inutilidad final". Acabó dándole al episodio un 8,8.
Por otra parte, Henry A. Otero de TV Fanatic afirmó "el segundo acto se estancó un poco para mí". Añadió que de forma inusual él "prefirió más la primera parte".